# 中国科学院兰州化学物理研究所
中国科学院兰州化学物理研究所是中华人民共和国的一所应用化学研究机构，是中国科学院直属研究单位，位于甘肃省兰州市。

## 历史沿革
1958年，中国科学院石油研究所兰州分所成立。1962年6月改为现名。